# Domplatz

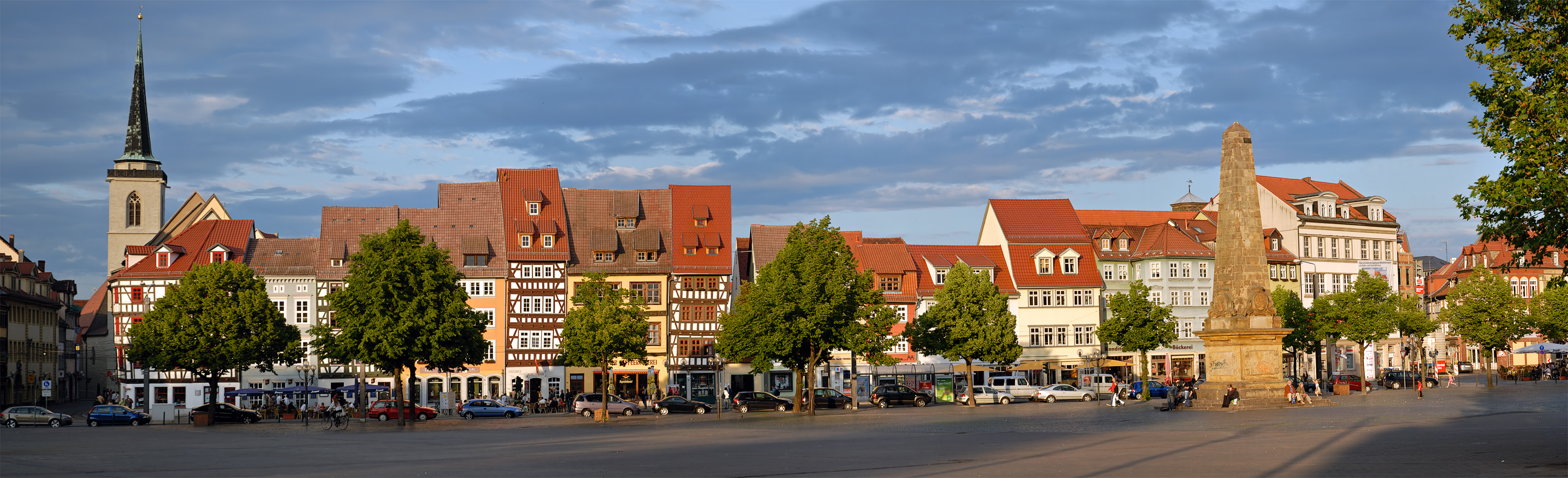
Case sul lato est della piazza

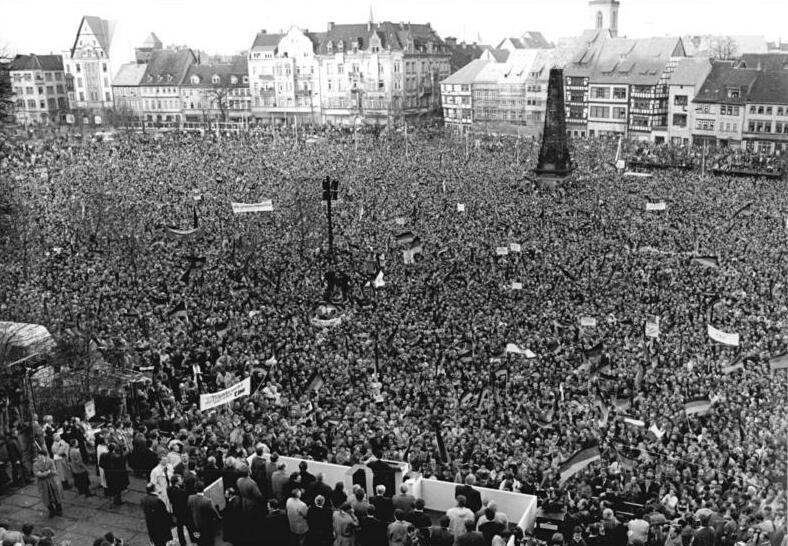
Persone sulla Domplatz, nel 1990, durante un discorso di Helmut Kohl

La Domplatz a Erfurt è una grande piazza del mercato, con fabbricati periferici integri o restaurati. Un tempo era la piazza principale del mercato e la piazza del tribunale. Sulla piazza si trovano la fontana della Minerva (1784) e l'obelisco Erthal, eretto nel 1777 in onore dell'Elettore di Magonza.

## Sviluppo
L'insieme della Cattedrale e della Chiesa di San Severo si trova sul Domberg sul lato ovest della piazza. I 70 gradini che portano alla collina esistono, nella loro forma attuale, solo dalla metà del XIX secolo.
A differenza della cattedrale, la Chiesa di San Severo è una parrocchiale. Il distretto associato fu vittima del bombardamento di artiglieria della fortezza di Erfurt, occupata dai francesi, nel 1813. Da allora, la Domplatz è divenuta molto più grande di prima. La pavimentazione in basalto è stata posata sulla parte originaria della Domplatz, che appartiene alla chiesa. L'altra parte, dove un tempo sorgeva il quartiere Severi non ricostruito, è pavimentata con blocchi di cemento e appartiene alla città di Erfurt.
La cattedrale e la Chiesa di San Severo furono mantenute e rinnovate sotto l'architetto della cattedrale Erwin Gramse, durante l'era della Repubblica Democratica Tedesca, attraverso donazioni, materiali da costruzione e, in alcuni casi, artigiani edili della Germania Ovest. Di fronte alla Chiesa di San Severo si trovano le case dei canonici, che arrivano fino al Bonifatiusturm, che apparteneva all'ex castello vescovile. Accanto ad esse si trova la sala parrocchiale cattolica costruita negli anni 1990.
La cittadella di Petersberg, su cui si ergevano le torri della Peterskirche, fino al 1813, si trova a nord-ovest della Domplatz. Un parcheggio sotterraneo multipiano, aperto nel 1998, si trova sotto il Petersberg. Sul pendio della collina, con l'aiuto della comunità partner Bechtheim è stato creato un vigneto e lo stemma della città di Erfurt realizzato con dei fiori.
Tra l'ingresso del parcheggio sotterraneo e l'edificio del tribunale regionale di Erfurt, del 1880, sul lato nord della Domplatz, si trova l'ingresso posteriore degli edifici dell'autorità distrettuale della Stasi della Repubblica democratica tedesca, compresa la sua prigione, che oggi ospita un memoriale.
Sul lato est della Domplatz c'è una fila di case di epoche e stili diversi.
La casa del pellegrino si trovava nell'angolo sud-est della Domplatz. Oggi, le case storiche Zur Lamprete o Grüne Apotheke (menzionata per la prima volta nel 1638) e la Gasthaus Zur Hohen Lilie (modificata in stile rinascimentale nel 1538) si trovano ancora nella parte sud della piazza. Segue la doppia costruzione dell'ex casa Zur Blume e Zum Güldenen Schlitten, l'ex casa zum Propheten (poi tribunale della Turingia) ad uso privato e l'ex casa zu den Böcken. Gli ultimi nomi storici non si trovano più sugli edifici restaurati.

## Storia
La piazza originariamente paludosa, attraverso la quale scorreva un braccio del fiume Gera (solo la parte meridionale dell'odierna Domplatz) fu aperta nel XII secolo come piazza del mercato dopo la bonifica. Documentata nel 1293, fu denominata ante gradus (Prima dei gradini, la scalinata della cattedrale). La piazza, in seguito nota anche come Großer Markt, si trovava in prossimità dell'intersezione della via Regia con un'antica rotta commerciale in direzione nord-sud. Sul mercato venivano scambiati sale, legno, cuoio e altri beni. Sotto il dominio di Magonza c'era anche un tribunale pubblico. Nel 1774 l'elettore e sovrano di Magonza visitò la città di Erfurt, e in questa occasione fu eretto sulla piazza l'obelisco di Erthal. Fu rinnovata nel 1899 in occasione di una visita del Kaiser Guglielmo II.
La fortezza di Erfurt occupata dai francesi fu assediata da prussiani, austriaci e russi dalla fine di ottobre 1813. Dopo diverse difese, da parte dei francesi, con l'incendio dei villaggi vicini, il bombardamento di artiglieria della cittadella di Petersberg da parte degli assedianti ebbe luogo all'inizio di novembre del 1813. Il vicino quartiere Severi, su quella che oggi è la parte settentrionale della piazza, venne colpito, distrutto e non più ricostruito. Il mercato così ampliato servì anche alla guarnigione prussiana come area di esercitazioni e parate. Nel 1823, a seguito della visita a Erfurt del re prussiano Federico Guglielmo III, la piazza venne ribattezzata Friedrich-Wilhelm-Platz. Nel 1945 il nome fu cambiato in Domplatz.
Durante la rivoluzione pacifica del 1989/1990, a Domplatz si svolsero manifestazioni con la presenza di 80.000 persone.
Dopo la riunificazione, gli edifici intorno alla Domplatz e ai due monumenti sulla piazza furono rinnovati. Il costo del nuovo monumento della Minerva è stato pagato dall'associazione fedeltà domestica di Erfurt della Germania Ovest all'inizio degli anni 1990.

## Piani di costruzione precedenti
Dagli anni 1920 vennero ripresi i piani per ricostruire la piazza settentrionale della cattedrale e ridurla così alle sue dimensioni storiche, ma non furono realizzati.
Come parte dello sviluppo urbano socialista in tutte le principali città della DDR, sul vicino Petersberg doveva essere costruito un grattacielo con molti altri edifici, un monumento e un'enorme rampa di scale fino alla Domplatz. Il cambio di potere da Walter Ulbricht a Erich Honecker, con un cambiamento nel focus delle attività di costruzione nella DDR, impedì la realizzazione del progetto. Negli anni 1970 era prevista la costruzione di un centro culturale sulla piazza. Vi fu resistenza a questo progetto nella popolazione di Erfurt già nel 1987, e fallì a causa della rivoluzione pacifica del 1989.
Alla fine degli anni 1980, la Domplatz divenne Ernst Thälmann-Platz con un grande monumento raffigurante la storia del movimento operaio nella parte nord-ovest della piazza. Gli otto pennoni sono ancora al loro posto oggi (2019). Questi ultimi progetti furono impediti anche dal cambiamento politico nel 1990.

## Uso di oggi

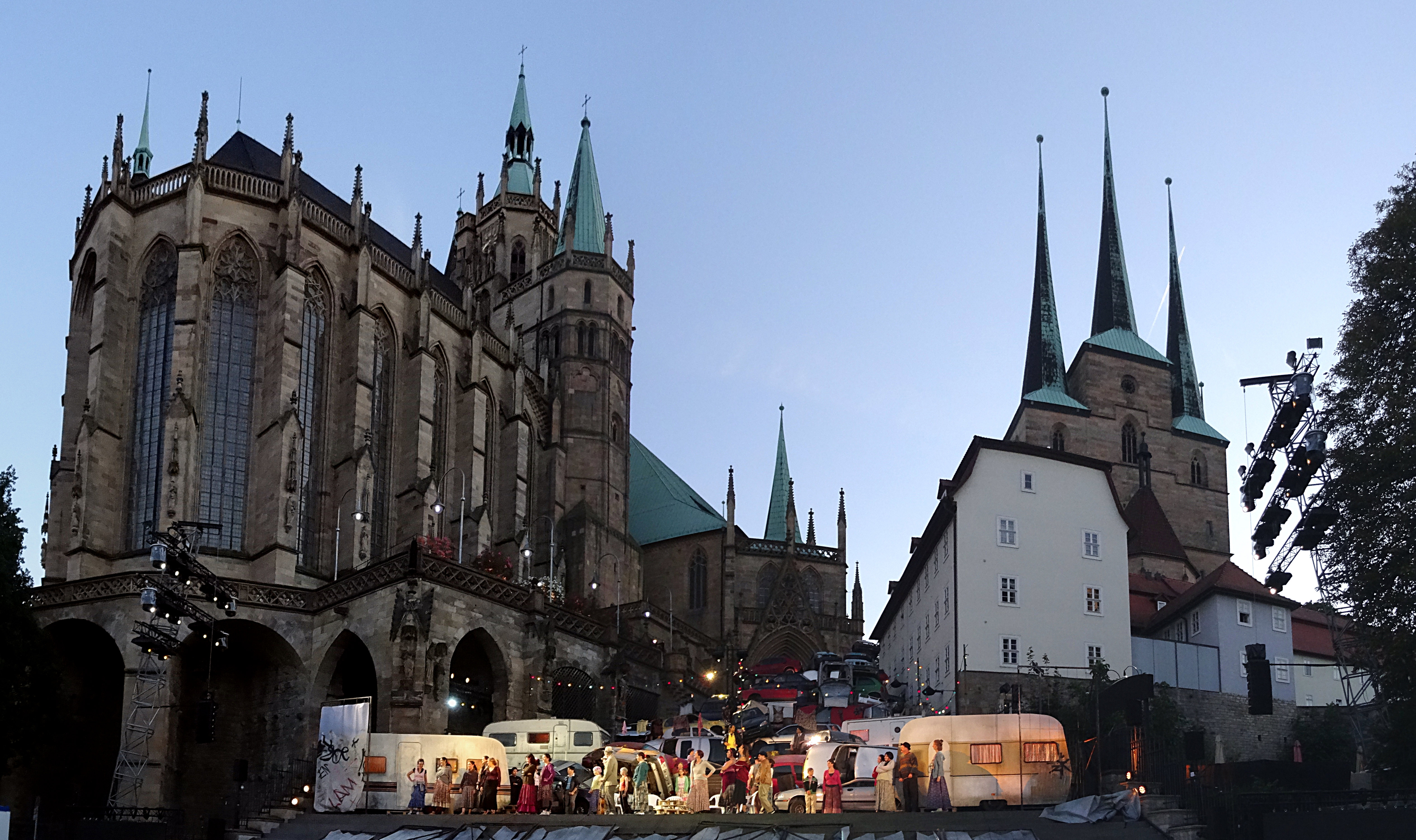
25º Festival della cattedrale 2018

Oggi, come in passato, la Domplatz funge da piazza del mercato. Ogni anno durante l'Avvento è teatro del mercatino di Natale di Erfurt, uno dei più grandi della Germania. Sulla Domplatz si svolge sempre, il 10/11 novembre, la Festa Martini, in onore di San Martino e Martin Lutero. Ogni anno ad agosto, il Teatro di Erfurt organizza il Cathedral Stage Festival.
Durante la visita del Papa in Germania nel 2011, Benedetto XVI si recò anche a Erfurt. Dopo aver visitato la Cattedrale il 23, la mattina del 24 settembre 2011 officiò una Santa Messa in Domplatz davanti a 30.000 fedeli.